# Karner Pulkau

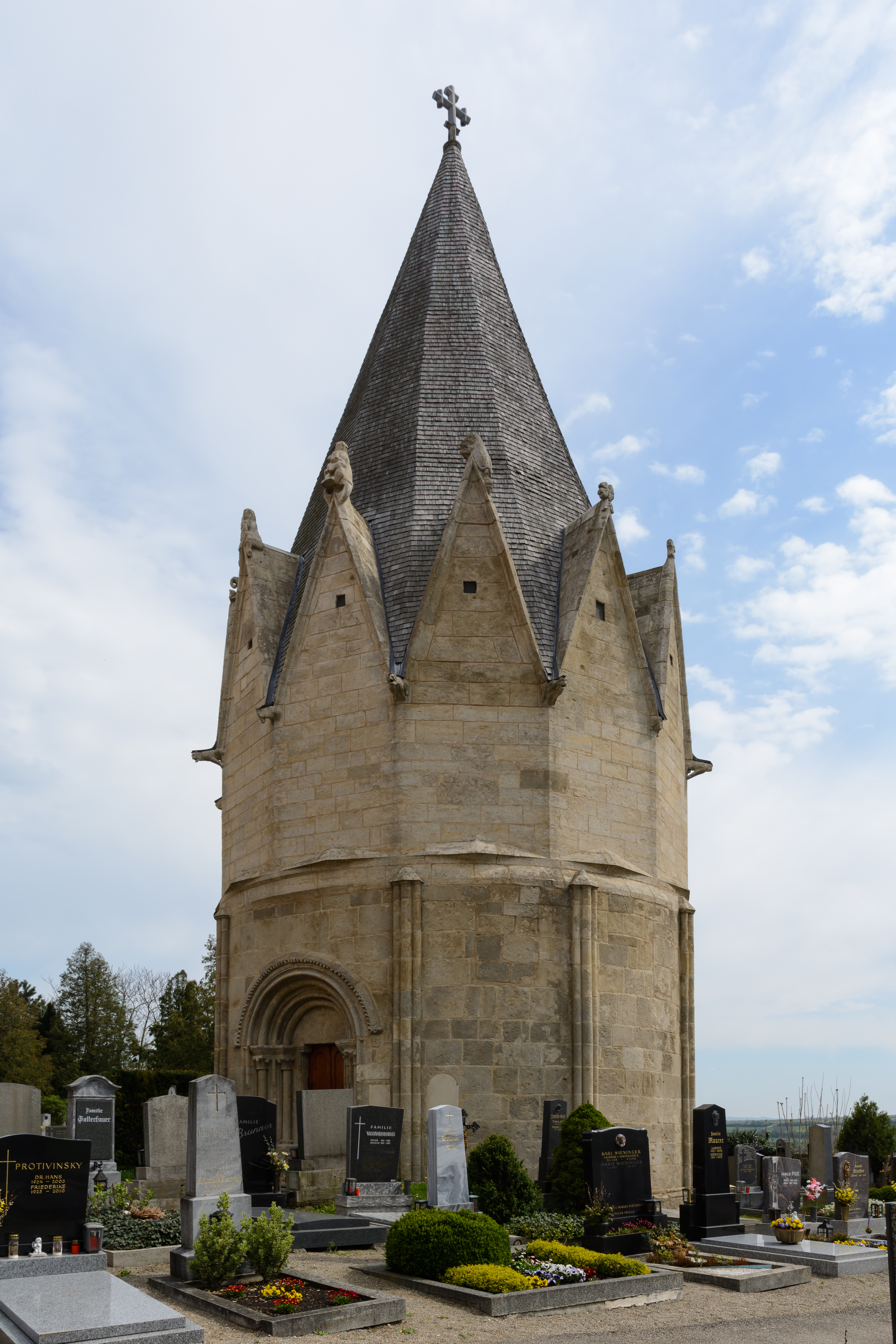
Karner hl. Bartholomäus in Pulkau

Der Karner Pulkau steht im Friedhof neben der Pfarrkirche in der Stadtgemeinde Pulkau im Bezirk Hollabrunn in Niederösterreich. Die dem Patrozinium hl. Bartholomäus unterstellte romanische Totenkapelle wurde gotisch erweitert. Der Karner steht unter Denkmalschutz (Listeneintrag).

## Geschichte
Der Karner entstand im ersten Drittel und in der Mitte des 13. Jahrhunderts.

## Architektur
Der gedrungene turmartige Quaderbau mit einer Halbkreisapsis trägt ein Pyramidendach. Es gibt zwei Geschoße, das Hauptgeschoß über einem kreisförmigen Grundriss und eine Apsis mit gebündelten Rundvorlagen, das ausgebaute zwölfseitige Obergeschoß zeigt steile Dreieckgiebel mit Wasserspeier in den Zwickeln, die Giebelspitzen sind mit Figuren besetzt, darunter Pantokrator und der Stifter Heinrich Dewin von Hardegg und Wilburgis. Ein romanisches Rundbogenfenster hat eine Wulstrahmung. In der Apsis befindet sich ein spitzbogiges gotisches Maßwerkfenster. Das rundbogige romanische Stufenportal entstand im ersten Drittel des 13. Jahrhunderts, es hat Säulenpaare mit Knospenkapitellen und einen mit einem Zackenfries umzogenen Bogen.
Der Zugang zum Gruftraum zeigt Wulstprofile, der Gruftraum hat ein Bandrippengewölbe. Das Hauptgeschoß hat über einer Baunaht ein achtseitiges gotisches Rippengewölbe aus der zweiten Hälfte des 13. Jahrhunderts, der Schlussstein zeigt ein Christusrelief, die Apsis ist kreuzrippengewölbt mit einem skulptierten Schlussstein Traube. Es gibt eine Sakramentsnische.